# Marrani

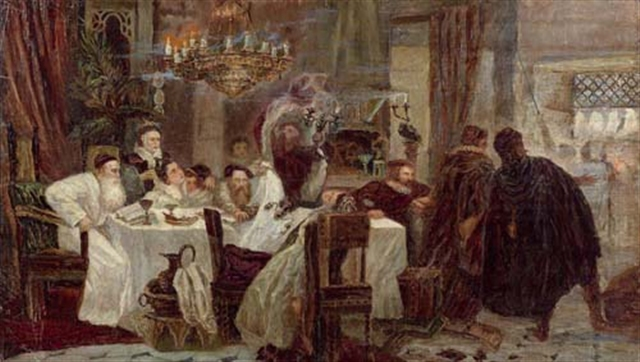
Wieczór sederowy obchodzony przez marranów

Marrani lub marranowie, a także marani, niekiedy zwani conversos (hiszp. marrano – znaczenie niejasne, być może „świnia”, hebr. אֲנוּסִים anusim – „zmuszeni”) – w późnośredniowiecznej i wczesnonowożytnej Hiszpanii i Portugalii nazwa używana w stosunku do żydowskich konwertytów, których podejrzewano o potajemne praktykowanie judaizmu. Pochodzenie tej nazwy nie zostało dotąd wyjaśnione. Według jednej z hipotez została im nadana przez społeczność żydowską, która pozostała przy judaizmie i dalej przestrzegała zakazów tej religii (w tym wypadku niejedzenia mięsa wieprzowego).

## Masowe chrzty żydów w XIV i XV wieku
Początki tzw. problemu marranów sięgają końca XIV wieku. Latem 1391 przez hiszpańskie miasta przetoczyła się fala antyżydowskich rozruchów, w wyniku których tysiące żydów zamordowano, a ci, którzy przeżyli, w większości przyjęli chrzest, często pod groźbą śmierci. Z uwagi na okoliczności tych masowych chrztów, od początku było jasne, że zdecydowana większość „nawróconych” nie przyjęła chrześcijaństwa dobrowolnie, toteż król Aragonii zezwolił im na powrót do swej dawnej wiary bez żadnych konsekwencji. Ponieważ jednak zmiana religii otwierała dyskryminowanym w wielu dziedzinach życia społecznego żydom nowe perspektywy, większość z nich nie skorzystała z tego prawa. Liczba nawróceń wśród hiszpańskich wyznawców judaizmu wzrastała w następnych latach w wyniku misjonarskiej działalności dominikanów (np. Wincentego Ferrera), a także narastającej presji ekonomicznej i prawnej na społeczności żydowskie. Konwertyci rychło zaczęli przenikać na masową skalę do zamkniętych dla nich dotąd grup społecznych i instytucji: urzędów publicznych, uniwersytetów, gildii kupieckich, wreszcie samego Kościoła. W wielu hiszpańskich miastach konwertyci zdobyli silną, niekiedy wręcz dominującą pozycję we władzach miejskich (Kordoba, Toledo, Burgos, Cuenca, Segovia itp.). Wzrastała też ich liczba i znaczenie na dworach królewskich Kastylii i Aragonii. Zdecydowanie dominowali w dziedzinie finansów Do szlachectwa dopuszczano ich na równych prawach ze „starymi chrześcijanami”.
Wzrost pozycji społecznej konwertytów wywoływał zawiść i zarazem nieufność u „starych chrześcijan”. W wielu miastach podziały frakcyjne w miejscowej elicie przebiegały wzdłuż linii „starzy chrześcijanie” przeciwko konwertytom. W 1449 wybuchły na tym tle rozruchy w Toledo, w wyniku których „starzy chrześcijanie” uchwalili tzw. statuty czystości krwi (limpieza de sangre), zakazujące konwertytom dostępu do urzędów miejskich. Papież Mikołaj V w bulli Humani generis inimicum z 24 września 1449 zdecydowanie potępił te prawa i odrzucił ideę dyskryminacji chrześcijan ze względu na ich pochodzenie etniczne, a jego stanowisko poparli hiszpańscy biskupi. Uwarunkowania polityczne zmusiły jednak króla Kastylii Jana II do zaakceptowania statutów limpieza de sangre. Rozruchy przeciwko konwertytom powtarzały się odtąd regularnie co kilka lat (m.in. w 1467 w Ciudad Real i Toledo, a w 1473 w Andaluzji).

## Inkwizycja
Głównym zarzutem stawianym marranom była pozorność ich nawróceń i potajemne wyznawanie religii żydowskiej (judaizanctwo). Z tego względu od połowy XV wieku pojawiały się głosy domagające się ustanowienia w Kastylii inkwizycji, która miałaby rozstrzygać o szczerości nawróceń. Wprawdzie sądy kościelne sporadycznie wytaczały procesy marranom, ale narzędzia te uznawano za niewystarczające. W 1478 król Ferdynand Aragoński i królowa Izabela Kastylijska wystąpili w końcu do papieża Sykstusa IV o ustanowienie takiej instytucji, na co papież wyraził zgodę, przyznając monarchom prawo mianowania inkwizytorów. Trybunały inkwizycyjne rozpoczęły swą działalność w 1481, początkowo w Sewilli, potem także w innych miastach. Ich działalność szybko wzbudziła postrach u konwertytów, którzy zwrócili się o pomoc do papieża. Już w 1482 roku Sykstus IV, w brewe z 29 stycznia, nakazał, by inkwizytorzy działali w porozumieniu z lokalnymi ordynariuszami i w procedowaniu stosowali się do norm prawa kanonicznego, a także wprowadził prawo, które zapewniało osądzonym za herezję możność apelacji od wyroku do Rzymu. Jednak naciski ekonomiczne (Izabela I 3 czerwca 1482 roku przyznała papieżowi prawo do trzeciej części majątku winnych herezji) spowodowały, iż papież wycofał się z koncepcji współpracy inkwizytorów z biskupami, apelując jednocześnie o stosowanie prawa łaski wobec skruszonych i zachowując prawo do apelacji. Interwencje papieskie miały jednak niewielki wpływ na działalność inkwizycji, co powodowało narastającą desperację wśród marranów. Podejmowane przez nich środki oporu były jednak nieskuteczne, a często wręcz przeciwskuteczne (np. zamordowanie inkwizytora Saragossy Piotra Arbués w 1485 doprowadziło do nasilenia represji).
Liczba konwertytów znacznie wzrosła po wygnaniu żydów z Hiszpanii w 1492. Edykt pary królewskiej z 31 marca 1492 nakazywał wszystkim wyznawcom judaizmu przyjęcie chrztu lub opuszczenie Hiszpanii w terminie do końca lipca 1492. Jako główny powód tej decyzji podawano „zgubny wpływ, jaki żydzi wywierają na konwertytów”, odciągając ich od chrześcijaństwa na rzecz judaizmu. Ponadto edykt wymieniał cały szereg tradycyjnych zarzutów stawianych żydom, jak zajmowanie się lichwą czy kolaboracja z muzułmanami. Szacuje się, że blisko połowa spośród 80 tysięcy hiszpańskich żydów wybrała chrzest, zasilając społeczność marranów. Byli oni nadal głównym celem represji ze strony inkwizycji. Do 1530 kilkadziesiąt tysięcy konwertytów zostało osądzonych za potajemne wyznawanie judaizmu, a blisko 2 tysiące spłonęło na stosie. Około 1530 represje przeciwko marranom na kilkadziesiąt lat w zasadzie ustały, w wielu dziedzinach życia byli jednak – przynajmniej formalnie – poddani dyskryminacji.
Większość (ok. 30 tysięcy) żydów, którzy wybrali w 1492 wygnanie, udała się do Portugalii. Jednakże w 1497 król Manuel również nakazał żydom przyjęcie chrztu lub opuszczenie kraju, przy czym w trakcie realizacji edyktu dochodziło do licznych aktów przemocy wobec żydów oraz zmuszania ich do konwersji. Również tam nie wierzono w szczerość nawróceń, a w 1506 w Lizbonie doszło do masakry „nowych chrześcijan”. Począwszy od 1515 król Jan III zaczął zabiegać o ustanowienie w Portugalii inkwizycji, co ostatecznie udało się w 1536. Do końca XVI wieku ponad 5 tysięcy marranów zostało osądzonych przez portugalską inkwizycję, z czego ponad 300 spalono na stosie. Spowodowało to falę emigracji marranów z Portugalii do Hiszpanii, gdzie od ok. 1530 tamtejsze trybunały w niewielkim stopniu interesowały się potomkami nawróconych Żydów. Nadzieje na łagodniejsze traktowanie jednak nie ziściły się, wręcz przeciwnie, doszło do ponownego ożywienia inkwizycyjnej kampanii przeciwko „nowym chrześcijanom”, która trwała aż do około 1730 i rozszerzyła się także na kolonie hiszpańskie w Ameryce. W tym stanie rzeczy marrani zaczęli emigrować także do innych krajów – Włoch, Francji, a zwłaszcza Holandii, gdzie wielu z nich otwarcie powróciło do judaizmu. Pozostali marrani zachowywali niektóre żydowskie obrzędy religijne aż do XX wieku, a po II wojnie światowej nastąpił wśród nich nawrót do tradycji judaistycznej.
Inkwizycja hiszpańska przez cały okres swego istnienia (1480–1820) skazała na śmierć około dwa i pół tysiąca marranów. W przypadku inkwizycji portugalskiej (1536–1821) bilans ten jest prawdopodobnie o około połowę niższy.

## Żydzi czy chrześcijanie?
Choć nie ulega wątpliwości, że wielu marranów sądzonych przez inkwizycję w Hiszpanii i Portugalii w XVI do XVIII wieku faktycznie było wyznawcami judaizmu, a spośród tych, którzy opuścili Półwysep Iberyjski, znaczna część (choć bynajmniej nie wszyscy) otwarcie powróciła do wiary swych przodków, nie jest jasne, czy w XV wieku kryptojudaizm był rzeczywiście masowym zjawiskiem w tej społeczności. Zdaniem Henry'ego Kamena i Johna Edwardsa, dokumentacja procesowa inkwizycji z początkowego okresu jej działalności (1480–1530) nie daje podstaw do takiego stwierdzenia. Wprawdzie marrani mieli silne poczucie swej etnicznej odrębności, a dokumenty procesowe dowodzą, że zachowywali wiele żydowskich nawyków kulturowych, jednak w niewielu tylko przypadkach materiał dowodowy inkwizycji wskazuje na rzeczywiste praktykowanie religii żydowskiej. Zwraca się uwagę, że w przypadku marranów praktycznie wszelkie odstępstwa od katolickiej ortodoksji traktowano jako przejawy „judaizanctwa”, choć nierzadko świadczyły raczej o religijnej indyferencji lub brakach w katolickiej edukacji. Paradoksalnie, to dopiero działalność inkwizycji w latach 80. XV wieku spowodowała, że wielu konwertytów poczuło się odrzuconych przez społeczność chrześcijańską i na nowo odkryło swą żydowską tożsamość. Również żydzi chrzczeni przymusowo w Portugalii w 1497 w większości byli niechętni nowej wierze i starali się zachowywać potajemnie wiarę przodków. To właśnie ci portugalscy „nowi chrześcijanie” utworzyli autentyczną wspólnotę „kryptożydów”, która dzięki emigracji sięgnęła daleko poza Półwysep Iberyjski.

## Chuetas
Chuetas to grupa hiszpańskich marranów, którzy osiedlili się na Balearach. W latach 1675–1691 zostali poddani represjom przez miejscowy trybunał inkwizycyjny (spalono 38 osób). Do 1782 roku pozbawieni byli prawa przystępowania do cechów rzemieślniczych, nie mogli wstępować do armii, piastować stanowisk publicznych, a także wstępować do stanu duchownego. Po zakończeniu II wojny światowej, mimo uznania ich asymilacji, podjęli nieudaną próbę powrotu do judaizmu i osiedlenia się w Izraelu. Współcześnie część Chuetas zamieszkuje Majorkę.